# Jaroslav Nývlt (fotbalista)
Jaroslav Nývlt (2. února 1915 – ?) byl český fotbalista, brankář. Jeho bratrem byl fotbalový reprezentant Oldřich Nývlt.

## Fotbalová kariéra
V československé lize hrál za SK Náchod. Nastoupil ve 108 ligových utkáních.

## Ligová bilance
| Ročník                    | Zápasy | Góly | Klub      |
| ------------------------- | ------ | ---- | --------- |
| 1. asociační liga 1932/33 | -      | 0    | SK Náchod |
| 1. asociační liga 1933/34 | -      | 0    | SK Náchod |
| Státní liga 1935/36       | -      | 0    | SK Náchod |
| Státní liga 1937/38       | -      | 0    | SK Náchod |
| Státní liga 1938/39       | 18     | 0    | SK Náchod |
| CELKEM                    | 108    | 0    |           |